# Saint-Martin-d'Hardinghem
Saint-Martin-d'Hardinghem (Nederlands: Dardingem) is een gemeente in het Franse departement Pas-de-Calais (regio Hauts-de-France) en telt 305 inwoners (2005). De plaats maakt deel uit van het arrondissement Sint-Omaars.

## Naam
De oorspronkelijke plaatsnaam van het dorp is Dardinghem en heeft een Oudnederlandse herkomst. De oudste vermelding is van 1156, als Dardingehem. Het betreft een samenstelling, waarbij het eerste element een afleiding is van een persoonsnaam + het afstammingsuffix -ing +  -heem (woonplaats, woongebied, dorp, buurtschap). De betekenis van de plaatsnaam is dan: 'woning, woonplaats van de lieden van X'.
Pas in de 16e eeuw wordt de naam van de patroon Sint-Maarten aan de plaatsnaam toegevoegd en analyseert men de oude naam als d'Hardinghem (Sint-Maarten van Hardingem).

## Geografie
De oppervlakte van Saint-Martin-d'Hardinghem bedraagt 6,7 km², de bevolkingsdichtheid is 45,5 inwoners per km². Het dorp is gelegen aan de Aa en is via lintbebouwing haast verbonden met Fauquembergues, dat weliswaar aan de overkant van de rivier ligt.

## Bezienswaardigheden

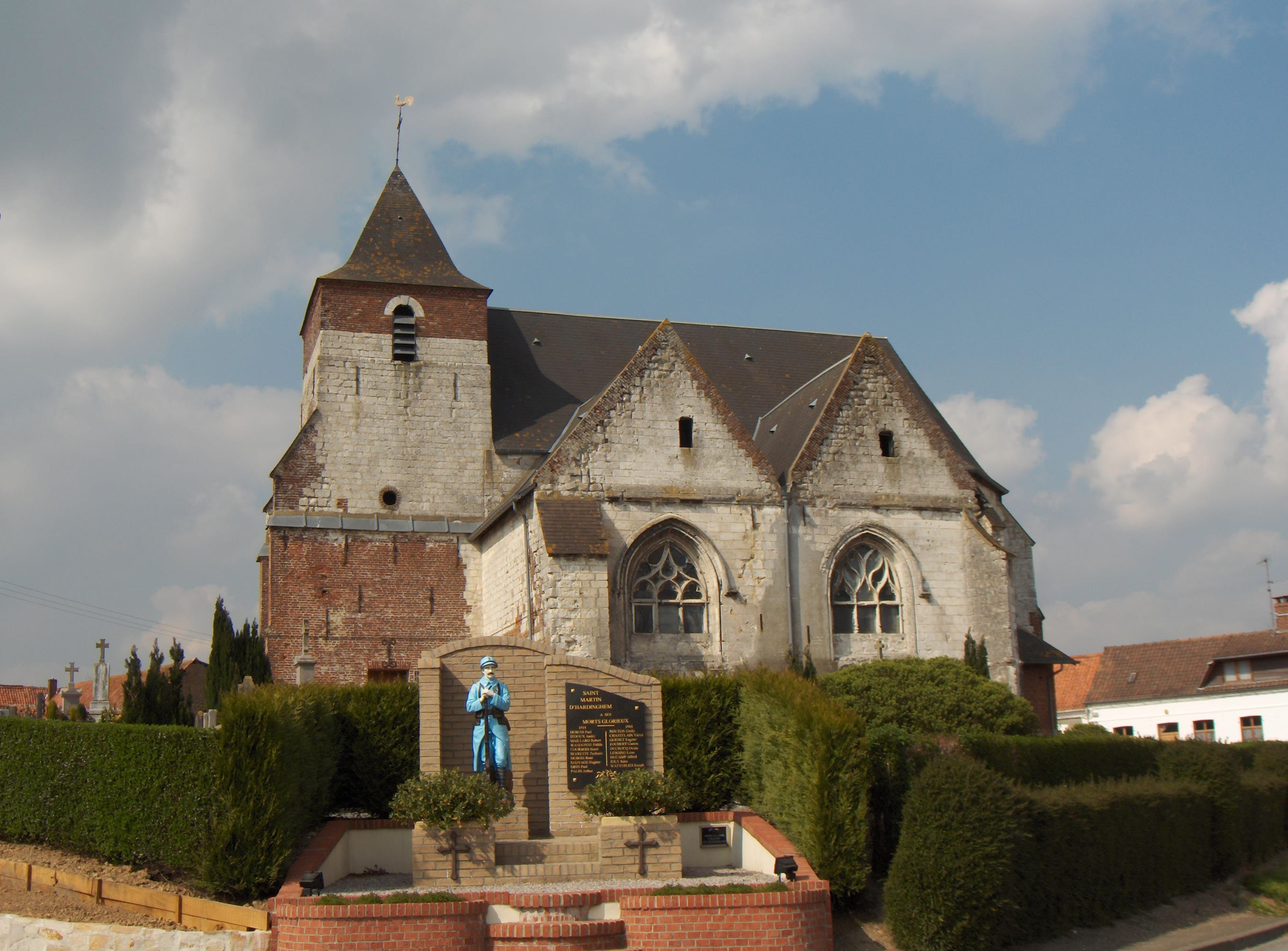
Sint-Maartenskerk van Saint-Martin-d'Hardinghem

De oudste delen van de Sint-Maartenskerk stammen uit de 13e eeuw (romp van de toren), maar het merendeel is in de 16e en 17e eeuw gebouwd in laat-gotische stijl. Het monument voor de gevallen soldaten uit de Eerste Wereldoorlog stamt uit 1922 en is in 2004 gerestaureerd.
Ten noorden van het dorp, aan het riviertje Thiembronne, ligt het kasteel Hervarre, dat uit de 18e eeuw stamt en in de 19e eeuw geromantiseerd is. Opmerkelijk is de zware ronde toren, die ouder is. Het kasteel is privébezit.
In de Aavallei liggen enkele watermolens, o.a. de molen van Lecointe, waarvan het schoepenrad nog bestaat.
De onderstaande kaart toont de ligging van Saint-Martin-d'Hardinghem met de belangrijkste infrastructuur en aangrenzende gemeenten.

## Demografie
Onderstaande figuur toont het verloop van het inwonertal (bron: INSEE-tellingen).